# Risti (Hiiumaa)
Koordinaten: 59° 1′ N, 22° 39′ O

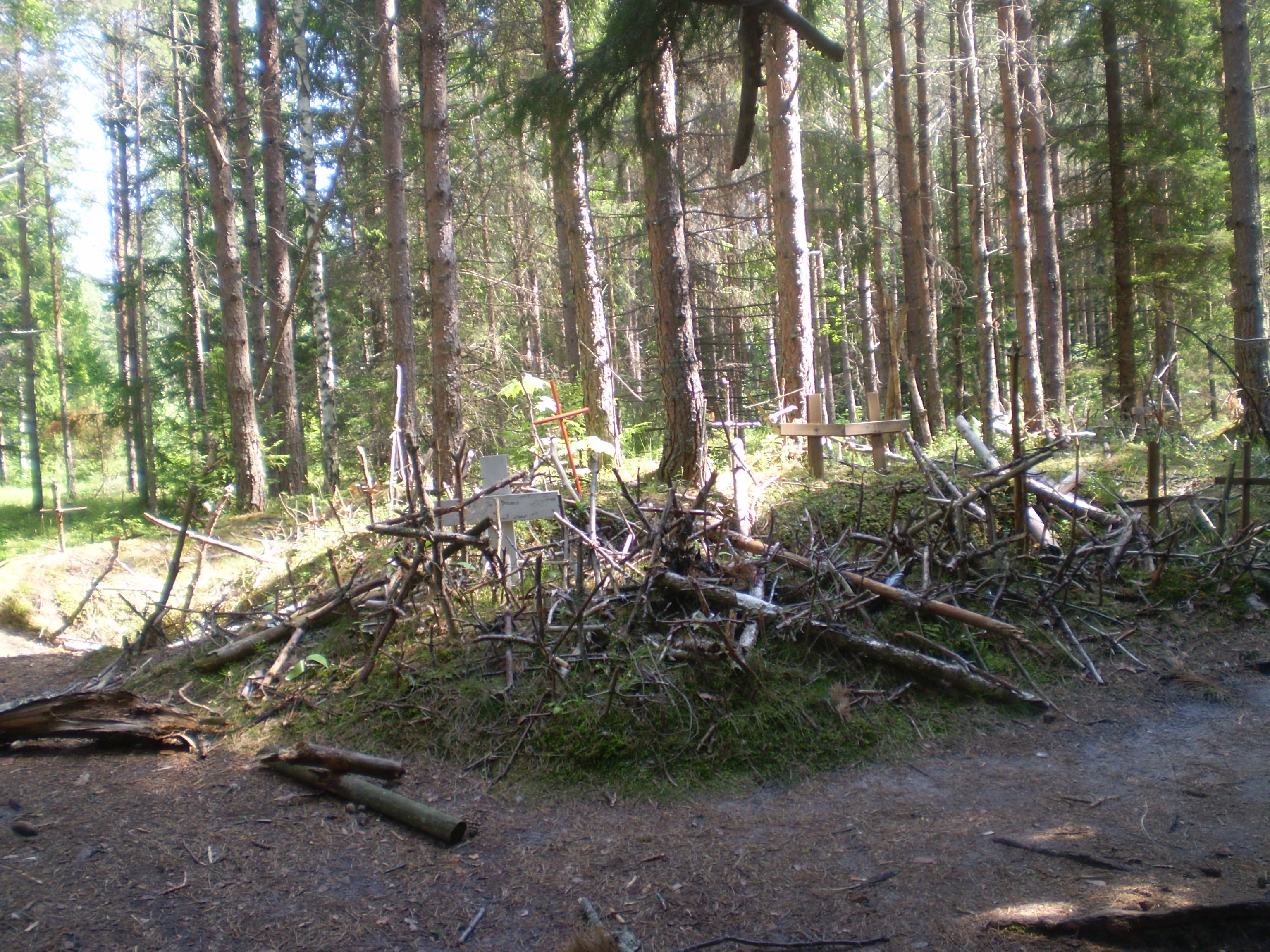
Der „Hügel der Kreuze“ im Wald bei Risti

Risti ist ein Dorf (estnisch küla) in der Landgemeinde Hiiumaa (2013 bis 2017: Landgemeinde Hiiu, davor Landgemeinde Kõrgessaare) auf der zweitgrößten estnischen Insel Hiiumaa (deutsch Dagö).
Risti hat sechs Einwohner (Stand 31. Dezember 2011). Es liegt sechs Kilometer vom Dorf Kõrgessaare entfernt.

## Ristimägi – Hügel der Kreuze
Bekannt ist vor allem der Hügel Ristimägi (zu deutsch „Kreuzberg“) in der Nähe des Dorfes. Vor allem frisch Verliebte oder Hochzeitspaare stellen dort selbst gemachte Kreuze auf.
Der Legende nach geht die Tradition auf eine alte, tragische Geschichte zurück: zwei Hochzeitszüge sollen sich hier begegnet sein. Keine der beiden wollte vom Weg weichen. Bei der folgenden Schlägerei kamen viele Teilnehmer ums Leben, darunter eine Braut und ein Bräutigam.
Eine andere, nicht weniger tragische Legende besagt, dass die Estlandschweden, die 1781 auf den Befehl der russischen Zarin Katharina II. ihre Heimat verlassen musste, hier zum Abschied die ersten Kreuze in den Sand steckten. Am 20. August 1991 wurde zum Gedenken an die Deportation der Inselschweden in die Südukraine ein Mahnmal aus zwei verschlungenen Mühlensteinen errichtet.